# Chiesa dell'Ascensione (Kolomenskoe)
La chiesa dell'Ascensione di Kolomenskoe è una chiesa ortodossa russa eretta nel XVI secolo nei pressi di Mosca.

## Storia e descrizione
La chiesa fu dedicata nel settembre del 1532, per celebrare la nascita di Ivan IV, futuro zar di Russia. Finiti i due anni di penitenza imposta a Basilio III per il peccato di bigamia, gli ambasciatori dello zar si recarono a Roma da papa Clemente VII, che accettò la proposta di inviare a Mosca un suo architetto incaricato di costruire una chiesa a coronamento del percorso di purificazione spirituale del re. 
Secondo lo storico S. A. Gavrílov, un'opera di tale fattura non avrebbe mai potuto essere portata a termine solamente in due anni e pertanto ipotizzò che la posa della prima pietra del cantiere fosse stata effettuata nel 1528, due anni prima della nascita del principe. L'architetto sarebbe giunto a Mosca nell'estate del 1528 per iniziare il lavoro vero e proprio dopo due o tre settimane. 
Presumibilmente, i lavori di costruzione furono diretti dall'architetto italiano di nome Petrok Malyj (o Pëtr Anibale), su commissione del granduca di Mosca Basilio III e con il contributo certo di maestri di Pskov, già in larga parte presenti nella capitale dalla fine del XV secolo. La storica Vera Traimond ha basato quest'ultima ipotesi sul fatto che i canoni dell'edificio sono stati espressi in sažen' (in russo: сажень), un'unità di misura che in era in uso a Pskov.
La chiesa fu inizialmente ubicata sulla riva destra del fiume Moscova, su una sponda ripida ai cui piedi scorreva una nota sorgente di acque alle quali erano attribuite dal popolo proprietà taumaturgiche e miracolose. 
Nell'autunno del 1528 erano stati ultimati tre altari e gettate le fondamenta dell'edificio senza podket (una sorta di "zoccolo" architettonico di supporto), ma gli architetti decisero di cambiare la posizione dell'edificio la cui vista in primavera sarebbe stata obnubilata dalle ripide sponde del fiume. Nella primavera dell'anno seguente furono rifatte le fondamenta alla base del tempio nella sua collocazione definitiva, ultimato nell'estate del 1532.
Secondo le cronache dell'epoca pervenute, la consacrazione della chiesa ebbe luogo il 3 settembre 1532 e fu accompagnata da un lauto banchetto di tre giorni. La cerimonia inaugurale fu officiata dal metropolita Daniele, alla presenza di Basilio III, della moglie Elena Glínskaja e del principe Iván (nato in Agosto, come la madre).

## Il complesso architettonico

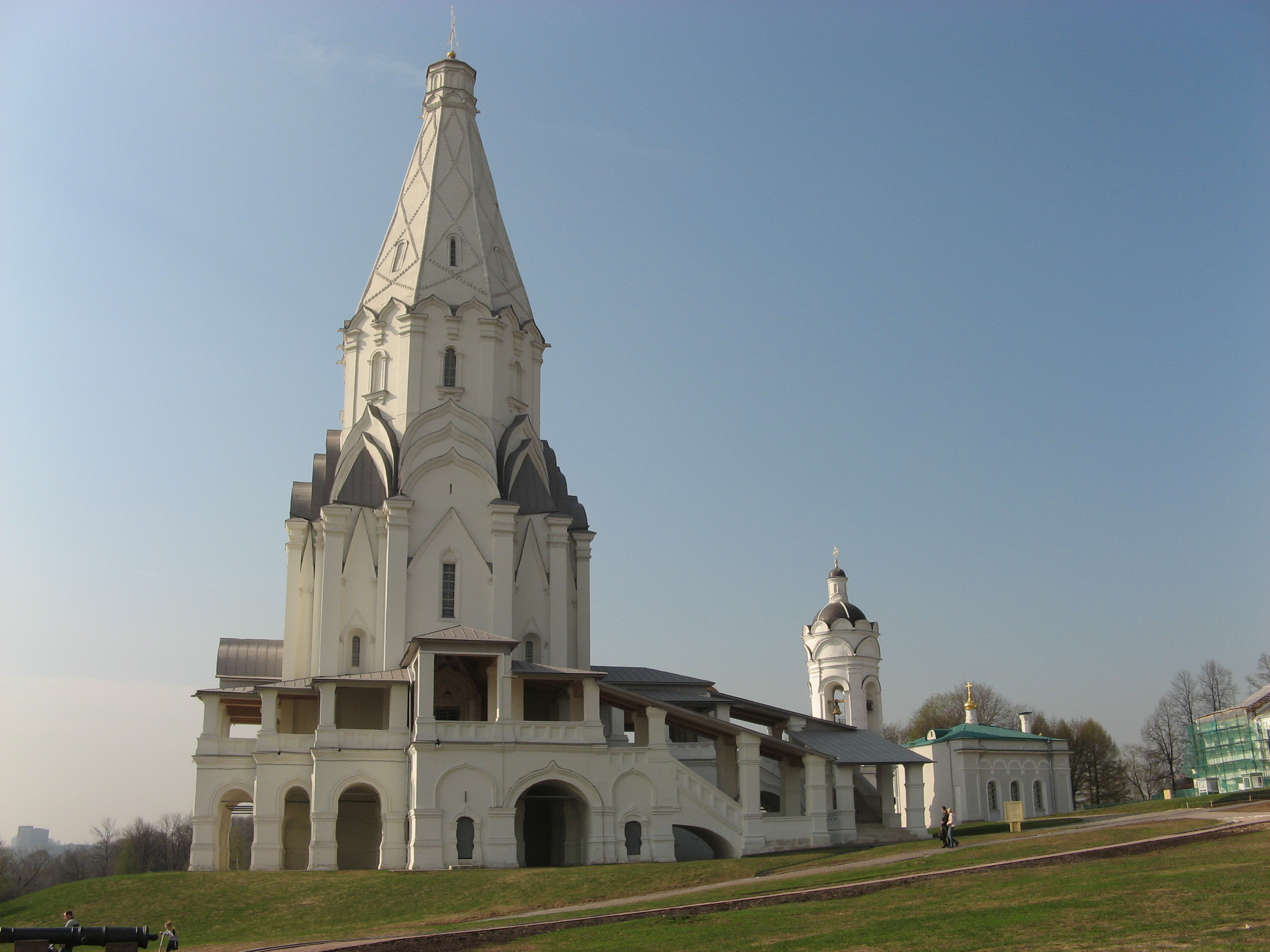
Panoramica del tempio con annesso campanile, in rapporto all'antistante Chiesa di san Giorgio

Per la prima volta nella storia russa, l'edificio espose un'innovativa pianta piramidale, che rompe definitivamente con la continuità tradizionale della pianta della croce greca bizantina a cupola unica. Da allora, la piramide diventò il modello di riferimento della quasi totalità delle costruzioni russe adibite a luogo di culto ortodosso, fino alla controriforma dell'architettura sacra imposta dal patriarca Nikon.
Nel 1994, l'edificio fu dichiarato patrimonio dell'umanità dall'UNESCO. Il tempio, infatti, si innalza da un podklet (piano terra) a forma di croce, per poi diventare l'ottagonale četverik, e il tent, coronato da una piccola cupola. Gli stretti pilastri sui lati del četverik, le finestre a forma di freccia, le tre file di kokošnik e le scale sottolineano la tendenza dinamica e slanciata verso il cielo di questa pietra miliare dell'architettura russa. Si crede che l'intera composizione verticale sia stata presa in prestito dai tetti a tenda delle chiese lignee del nord della Russia. 
Alta 62 metri su una basa quadrangolare di 8.5 per lato, che poggia su una fondazione di 9 metri di profondità, la costruzione presenta un aspetto semplice e lineare, di proporzioni armoniche e scarno di elementi pleonastici, nel quale costo e dimensioni imponenti hanno portato a segno un insieme unico e coordinato di forme regolari e perfette. L'interno -poco più grande di 100 m2- è sommerso di luce, posta in risalto dai mattoni e dagli elementi decorativi in pietra bianca.

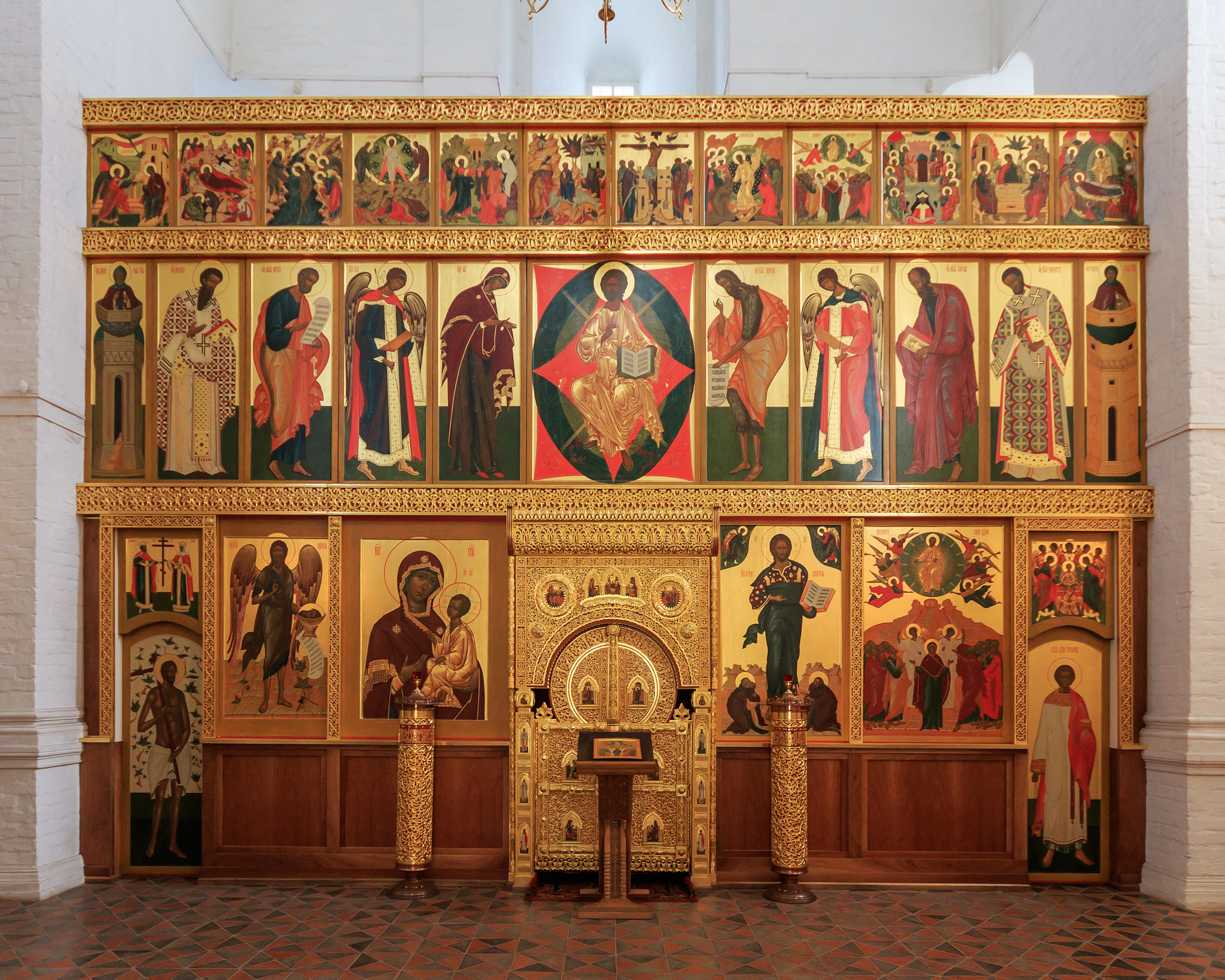
Pavimento e iconostasi della Chiesa

Nel 1570, il pavimento in piastrelle di ceramica grigio-bianca era già stato consumato dall'usura del tempo. Il colore della pavimentazione odierna non corrisponde più all'originale, al pari della decorazione degli interni che non è né nota né a noi pervenuta. La scale circostanti l'edificio furono presto sostituite da un colonnato in pietra al quale nel XVIII secolo fu aggiunta una ringhiera. Il cubo centrale alla base cede il passo a una torre ottagonale coronata da una piramide alta 28 metri e perforata da finestre romboidali intrecciate di pietra bianca. 
La transizione fra i due blocchi avviene per tramite di archi di scarico a sesto acuto muniti di kokošnik sopra il volume centrale, ma sprovvisti di cornice sporgente. Il prolungamento delle tre cappelli laterali conferisce un aspetto quasi cruciforme alla base quadrata.
Gli angoli delle facciate sono decorati con lesene sormontate da capitelli conformi ai nuovi canoni spirituali del primo Rinascimento.
Poco distante si trova il piccolo campanile di San Giorgio, edificio su due piani che riprende gli archi ciechi e i kokóšnik del vicino Tempio dell'Ascensione.

## Status giuridico
La Chiesa dell'Ascensione appartiene al parco museale di Kolomenskoe. Iscritta fra i patrimoni mondiali dell'UNESCO nel '94, da tale anno dipende dal Patriarca di Mosca e di tutte le Russie, che l'ha riconsacrata l'8 dicembre 2000. Il livello del podklet fu infine aperto ai visitatori al termine dei lavori di rifacimento nel 2007.